# Joschik w tumane
Joschik w tumane (russisch Ёжик в тумане [ˈjɵʐɨk f tʊˈmanʲɪ], deutsch ‚Igelchen im Nebel‘) ist ein sowjetischer/russischer Zeichentrickfilm von Juri Borissowitsch Norstein (* 1941) aus dem Jahr 1975. Er wurde von dem Animationsfilmstudio Sojusmultfilm in Moskau hergestellt. Das Drehbuch stammt von Sergei Koslow, der auch ein Buch mit demselben Titel veröffentlichte. 2006 erschien eine Neuauflage des Buches, bei dem sowohl Norstein als auch Koslow als Autoren angegeben waren.

## Handlung
Der Film handelt von einem kleinen Igel, der auf dem Weg zu seinem Freund, dem Bären, ist. Wie in der einführenden Erzählung erklärt, treffen sich die beiden jeden Abend, um Tee aus dem Samowar des Bären zu trinken. Der Tee wurde auf einem Feuer aus Wacholderzweigen erhitzt. Während des Teetrinkens unterhalten sich Igel und Bär und zählen die Sterne.
An diesem Tag entscheidet der Igel, dem Bären Himbeermarmelade mitzubringen. Als der Igel hinausgeht, folgt ihm ein finster aussehender Uhu. Der Igel geht durch den Wald und begegnet einem schönen weißen Pferd, das im Nebel steht. Er ist neugierig, ob das Pferd ertrinken würde, wenn es in dem Nebel einschlafen würde. Der Igel entscheidet sich dazu, selbst in den Nebel zu gehen. Je tiefer er eindringt, desto dichter wird der Nebel, bis der Igel seine eigenen Pfoten nicht mehr sehen kann.
Danach wechselt der Nebel und wird mal dichter, mal dünner. Wenn er dünner ist, erblickt der Igel kurz vage Silhouetten von Objekten und Lebewesen, die wieder verschwinden. Der Igel findet sich in einer surrealen und oft beängstigenden Welt voller Formen, nicht immer erkennbar, und verschiedener Lebewesen – von gefährlichen Raubtieren bis zu wohlwollenden Tieren, in einer Welt von Stille und Geraschel, von Dunkelheit, hohem Gras und bezaubernden Sternen wieder.
Der Uhu, der den Igel verfolgt hat, erscheint plötzlich neben ihm und johlt, nur um wieder zu verschwinden, woraufhin der Igel ihn Psycho (russisch :псих) nennt. Er ist erschrocken, aber seine Neugier zwingt ihn, das Unbekannte zu entdecken. Zeitweise wird eine ferne unsichtbare Stimme hörbar, die nach dem Igel ruft. Der Igel erkundet einen großen hohlen Baum, dann bemerkt er, dass er die Himbeermarmelade verloren hat. Er trifft einen Hund, vor dem er sich erschreckt. Doch der Hund hilft ihm, die verlorene Marmelade wiederzufinden.
Später fällt er in einen Fluss und glaubt, dass er ertrinken wird. Er lässt sich auf dem Rücken flussabwärts treiben und wird schließlich von einem mysteriösen „Jemand“ gerettet, vermutlich einem Fisch. Dieser setzt ihn am Ufer ab. Der Igel findet sich am Lagerfeuer wieder, wo sein Freund Bär Tee kocht. Der Bär erzählt, wie besorgt er war, als der Igel nicht gekommen war. Er habe ihm zugerufen, aber keine Antwort erhalten. Die beiden sitzen zusammen, und während der Bär spricht und spricht, sinniert der Igel in Gedanken über die Erlebnisse im Nebel und wie gut es ist, wieder zusammen zu sein. Und denkt an das Pferd.

## Sprecher
Sprecher des Erzählers war Alexei Wladimirowitsch Batalow, Marija Winogradowa sprach den Igel und Wjatscheslaw Newinny den Bären.

## Auszeichnungen
- 1976: Frunse Allunionsfilmfestival: „bester Zeichentrickfilm“
- 1977: Teheran Kinder- und Jugend Filmfestival: „bester Zeichentrickfilm“
- 1977: London Film Festival: „Outstanding Film of the Year“
- 1977: Xixona Internationales Kinder Film Festival: „bester Film“
- 1978: Sydney Film Festival: der „Silver Boomerang“ Preis
- 1978: Chicago International Film Festival: dritter Preis „Bronze Hugo“
- 1978: Espinho Internationales Zeichentrickfilmfestival: erster Preis
- 1979: Staatspreis der UdSSR
- 2003: Tokio Laputa Animationsfilmfestival: „№1 Animationsfilm aller Zeiten“[4]

## Rezeption
Im Stadtzentrum von Kiew, Ukraine, wurde 2009 eine Statue des Igels errichtet.
Der Film hatte einen großen Einfluss auf den Musikvideo-Regisseur und Filmemacher Michel Gondry. Dieser nahm Elemente des Films in das Musikvideo Human Behaviour von Björk (1993) auf. Anime-Regisseur Hayao Miyazaki zeigte sich von dem Werk Norsteins beeindruckt und bezeichnet Der Igel im Nebel als einen seiner Lieblings-Animationsfilme.
Im Juli 2012 veröffentlichte die Band Samsas Traum in ihrem Märchenalbum Asen’ka ein Lied mit dem Titel Igel im Nebel, das sich auf das Werk bezieht. Im Oktober 2012 erschien die Geschichte unter dem Namen Igelchen im Nebel als deutschsprachiges Bilderbuch.
Der deutsche Buchtitel verwendet als wörtliche Übersetzung des russischen Originaltitels das Diminutiv Igelchen (russisch Joschik). In den meisten Ländern, in denen der Film gezeigt wurde, ist der Filmtitel hingegen ohne Diminutivform übersetzt, also Igel im Nebel.